# Only a Limerick
Only a Limerick è un cortometraggio muto del 1907 diretto da A.E. Coleby.

## Trama
Una moglie trova un limerick scritto da suo marito e pensa che sia una lettera d'amore.